# Viola di mare
Pour plus de détails, voir Fiche technique et Distribution.
Viola di mare est un film italien réalisé par Donatella Maiorca, sorti en 2009
Le film est une adaptation du roman témoignage, Minchia di re, de Giacomo Pilati (it).

## Fiche technique
- Titre original : Viola di mare
- Titre international : The Sea Purple
- Réalisation : Donatella Maiorca
- Scénario : Donatella Maiorca, Giacomo Pilati (it) (roman)
- Durée : 105 minutes (1 h 45)

## Distribution
- Valeria Solarino : Angela
- Isabella Ragonese : Sara
- Ennio Fantastichini : Salvatore
- Giselda Volodi : Lucia
- Marco Foschi : Tommaso
- Ester Cucinotti : Concetta
- Giovanni Moschella : Don Pantaleo
- Alessio Vassallo : Nicolino
- Sergio Vespertino : Vincenzo
- Aurora Quattrocchi : Ciarmavermi
- Emanuela Corso : Angela enfant
- Giacoma Basiricò : Sara enfant
- Lucrezia Lante della Rovere : Baronessa
- Corrado Fortuna : Ventura
- Maria Grazia Cucinotta : Agnèse